# Symbolanthus huachamacariensis
Symbolanthus huachamacariensis là một loài thực vật có hoa trong họ Long đởm. Loài này được Steyerm. miêu tả khoa học đầu tiên năm 1988.